# 7871 Тундер
7871 Тундер (7871 Tunder) — астероїд головного поясу, відкритий 22 вересня 1990 року.
Тіссеранів параметр щодо Юпітера — 3,555.